# کینگستون (میسیسیپی)
کینگستون (به انگلیسی: Kingston) یک منطقهٔ مسکونی در ایالات متحده آمریکا است که در میسیسیپی واقع شده‌است. کینگستون ۵۴٫۸۶ متر بالاتر از سطح دریا واقع شده‌است.